# Pärlälvens revir
Pärlälvens revir var ett skogsförvaltningsområde inom Luleå överjägmästardistrikt som omfattade i Jokkmokks socken av Norrbottens län Pärlälvens flodområde samt Lilla Lule älvs flodområde norr om Vajkijaur. Reviret var indelat i tre bevakningstrakter. Det omfattade vid 1910 års slut 230 769 hektar allmänna skogar, varav fyra kronoparker om totalt 79 173 hektar.